# La Ceiba
Die Hafenstadt La Ceiba liegt an der Nordküste (Karibikküste) von Honduras. Sie hat über 200.000 Einwohner und gilt als Tor zu den Islas de la Bahía.
Der in Honduras geläufige Spruch „Tegucigalpa denkt, San Pedro Sula arbeitet, La Ceiba feiert“ charakterisiert die Stadt sehr gut – gefeiert wird bei jeder Gelegenheit. 
Der Name La Ceiba hat seinen Ursprung in einem riesigen Ceiba-Baum, der nahe dem Strand stand und den Hafenarbeitern und der Bevölkerung Schatten spendete. Von den Einheimischen wird der Ort gerne Ceibita la bella genannt; übersetzt etwa: „hübsches kleines Ceiba“.
Der Aufbau der Stadt ist typisch für eine spanische Kolonialstadt und erfolgt im Rastersystem: Es gibt zwei parallel laufende Hauptstraßen (Avenida San Isidro und Avenida 14 de Julio), die rechtwinklig zum Strand stehen. Die zum Strand parallel laufenden Straßen sind durchnummeriert.

## Wirtschaft und Infrastruktur
Die Standard Fruit Company, bedeutendster Bananenexporteur von Honduras, hat ihr administratives Zentrum in der Stadt, ihre Plantagen prägen die Landschaft im Norden von Honduras. Auch die im Umland angebaute Ananas ist ein wichtiges landwirtschaftliches Erzeugnis, das wie die Bananen über den Hafen, den zweitgrößten des Landes, ausgeführt wird.
Der Stadt wird enormes Potential in der Entwicklung des Ökotourismus zugeschrieben – liegt sie doch zwischen mehreren bedeutenden Nationalparks von Honduras (Parque Nacional Pico Bonito, Wildtierreservat Cuero y Salado, Meeresreservat Cayos Cochinos).
Westlich der Stadt befindet sich der Flughafen Golosón.
La Ceiba ist Sitz des römisch-katholischen Bistums La Ceiba. Mehrere Hochschulen – öffentliche und private – haben ihren Standort in der Stadt.

## Städtepartnerschaften
- Tela, Honduras
- Santa Ana, El Salvador
- San Cristóbal, Venezuela

## Söhne und Töchter der Stadt
- Steve Van Buren (1920–2012), US-amerikanischer American-Football-Spieler
- Francisco Antonio Pavón (* 1977), Fußballspieler
- Víctor Bernárdez (* 1982), Fußballspieler
- Indyra Mendoza, Schriftstellerin und LGBTQ-Aktivistin
- Jerry Palacios (* 1982), Fußballspieler
- Wilson Palacios (* 1984), Fußballspieler
- Johnny Palacios (* 1986), Fußballspieler
- Arnold Peralta (1989–2015), Fußballspieler
- David Velásquez (* 1989), Fußballspieler
- Luis Palma (* 2000), Fußballspieler